# Xã Marion, Quận Hamilton, Iowa
Xã Marion (tiếng Anh: Marion Township) là một xã thuộc quận Hamilton, tiểu bang Iowa, Hoa Kỳ. Năm 2010, dân số của xã này là 970 người.